# Skælskør gamle rådhus
Skælskør gamle rådhus er et tidligere rådhus, der ligger i Skælskør på Vestsjælland. Det er også blevet brugt som både politistation ting- og arresthus. Bygningen blev fredet i 2001.

## Historie
Rådhuset er tegnet af arkitekten Frederik Carl Christian Hansen, og det blev bygget i 1896 på Gammeltorv ved siden af byens kirke. Det er byens fjerde rådshus; det første rådhus blev revet ned i 1682, og i 1736 blev der bygget et nyt rådhus som fortsat står, men det blev afløst af endnu en ny bygning i 1829, som dog blev revet ned efter det nuværende gamle rådhus blev bygget.
Rådhuset rummede både anklagemyndighed, dommer og borgmester, der var den samme person frem til retsplejeloven blev vedtaget i 1916. Justitsministeriet erhvervede ejendommen i 1938, da det kommunale politi blev lagt ind under ministeriet, og den blev herefter udlejet som byrådssal.
Det fungerede som arrest frem til 1955, og i 1980 købte Skælskør Kommune bygningen af Justitsministeriet.
Bygningen bruges i dag til skiftende udstillinger.

## Beskrivelse
Bygningen er opført i nygotisk historicismehar et vinkelformet grundplan med rådhus og politi i hovedlængen og arrest i sidelængen. Hovedindgangen er ud mod torvet, mens der på bagsiden er et trappetårn ud til en lille gård.
Vinduerne i stueetagen har rundbuer og førstesalens vinduer har spidsbuer. Gavlene har kamtakker. I midten af bygningen ud mod torvet er en skulptur af Justitia med vægt. Taget er i skifer
På torvet foran rådhuset står springvandet Pomona brønden, der er udført af Johannes Bjerg.